# Lolo Ferrari
Lolo Ferrari, właściwie Ève Vallois (ur. 9 lutego 1963 w Clermont-Ferrand, zm. 5 marca 2000 w Grasse) – francuska aktorka pornograficzna, tancerka, posiadająca nieoficjalny tytuł „kobiety z największymi piersiami na świecie”, choć jej piersi były sztucznie powiększone.

## Życiorys

### Wczesne lata
Urodziła się w Clermont-Ferrand. Wychowana w nadmorskim kurorcie La Baule-Escoublac. Jako nastolatka pracowała dorywczo jako modelka. W 1988 roku poślubiła starszego o 15 lat Erica Vigne. Zachęcona przez męża, poddała się operacji powiększenia biustu (22 razy, rekord Guinnessa) aż osiągnęła wymiar 180 cm w biuście. Każda z jej piersi ważyła 2,8 kg i zawierała 3 litry surowicy. Prawdopodobnie była kobietą o największym biuście wzbogaconym silikonem.

### Kariera
Przybrała pseudonim „Lolo” od francuskiego slangowego określenia piersi. Pod pseudonimem „Lolo Ferrari” nagrała kilka filmów pornograficznych, w tym Le King de ces dames (1995) w reżyserii Gabriela Pontello z udziałem Anity Blond, Davida Perry’ego i Franka Guna.
Użycie słowa Ferrari przy próbie wypromowania bielizny o nazwie Ferrari doprowadziło do wieloletnich sporów sądowych z włoską firmą samochodową o naruszenie praw do nazwy.
Próbowała – jednak bez powodzenia – kariery piosenkarskiej. W 1996 ukazał się album Airbag Generation.

### Śmierć
Została znaleziona martwa 5 marca 2000 w wieku 37 lat w swym domu w Grasse na Francuskiej Rivierze. Początkowo podejrzewano przedawkowanie narkotyków, ale lekarz stwierdził, że przyczyną zgonu było „mechaniczne uduszenie”. Kobieta miała bardzo płytki oddech z powodu wagi swojego biustu. To on doprowadził do zatrzymania pracy płuc i śmierci aktorki. Podejrzewano o zabójstwo jej męża, który spędził rok w areszcie, następnie jednak został zwolniony.

## Filmy
- Big DD (1996)
- Camping Cosmos (1996)
- Double Airbags (1996)
- Planet Boobs (1996)
- Lolo Ferrari Special – The Biggest Tits In The World (1997)
- Mega Tits 6 (1998)
- Le King de ces Dames (1999)
- Quasimodo d'El Paris (1999)
- Der Generalmanager oder How To Sell A Tit Wonder (2006)